# Villegusien-le-Lac (commune déléguée)
Villegusien-le-Lac est une ancienne commune française, située dans le département de la Haute-Marne en région Grand Est.
Le 1er janvier 2016 elle devient une commune déléguée après l'absorption de l'ancienne commune d'Heuilley-Cotton (devenue juridiquement un « lieu dit » sans mairie) au sein de la commune nouvelle de Villegusien-le-Lac.

## Histoire
En 1789, ce village dépend de la province de Champagne dans le bailliage de Langres.
Le 1er août 1972, Villegusien devient Villegusien-le-Lac à la suite de sa fusion-association avec Piépape, Prangey et Saint-Michel. Le  1er janvier 2016, ces trois villages perdent leur statut de commune associée, à cause de la création de la commune nouvelle de Villegusien-le-Lac.

## Politique et administration
| Période                                  | Période          | Identité        | Étiquette | Qualité                                    |
| ---------------------------------------- | ---------------- | --------------- | --------- | ------------------------------------------ |
| Les données manquantes sont à compléter. |                  |                 |           |                                            |
| mars 2001                                | mars 2014        | René Oudot      | ex-UDF    | Ancien conseiller général (Longeau-Percey) |
| mars 2014                                | 31 décembre 2015 | Dominique Robin |           |                                            |

| Période          | Période  | Identité        | Étiquette | Qualité |
| ---------------- | -------- | --------------- | --------- | ------- |
| 1er janvier 2016 | En cours | Dominique Robin |           |         |

## Population et société

### Démographie
L'évolution du nombre d'habitants est connue à travers les recensements de la population effectués dans la commune depuis 1793. À partir du 1er janvier 2009, les populations légales des communes sont publiées annuellement dans le cadre d'un recensement qui repose désormais sur une collecte d'information annuelle, concernant successivement tous les territoires communaux au cours d'une période de cinq ans. 
Pour les communes de moins de 10 000 habitants, une enquête de recensement portant sur toute la population est réalisée tous les cinq ans, les populations légales des années intermédiaires étant quant à elles estimées par interpolation ou extrapolation. Pour la commune, le premier recensement exhaustif entrant dans le cadre du nouveau dispositif a été réalisé en 2007,.
En 2013, la commune comptait 713 habitants, en évolution de −0,97 % par rapport à 2008 (Haute-Marne : −2,45 %, France hors Mayotte : +2,49 %).
| 1793 | 1800 | 1806 | 1821 | 1831 | 1836 | 1841 | 1846 | 1851 |
| ---- | ---- | ---- | ---- | ---- | ---- | ---- | ---- | ---- |
| 328  | 348  | 368  | 328  | 376  | 384  | 404  | 388  | 392  |

| 1856 | 1861 | 1866 | 1872 | 1876 | 1881 | 1886 | 1891 | 1896 |
| ---- | ---- | ---- | ---- | ---- | ---- | ---- | ---- | ---- |
| 370  | 378  | 389  | 459  | 479  | 428  | 408  | 407  | 420  |

| 1901 | 1906 | 1911 | 1921 | 1926 | 1931 | 1936 | 1946 | 1954 |
| ---- | ---- | ---- | ---- | ---- | ---- | ---- | ---- | ---- |
| 650  | 476  | 339  | 350  | 358  | 347  | 350  | 382  | 325  |

| 1962 | 1968 | 1975 | 1982 | 1990 | 1999 | 2007 | 2011 | 2013 |
| ---- | ---- | ---- | ---- | ---- | ---- | ---- | ---- | ---- |
| 322  | 256  | 628  | 670  | 640  | 669  | 718  | 720  | 717  |

### Événements liés à la commune
- Raid de Villgu
- Théâtre et Cabaret par la Joyeuse Compagnie
- Festival « Le Chien à Plumes »

## Culture locale et patrimoine

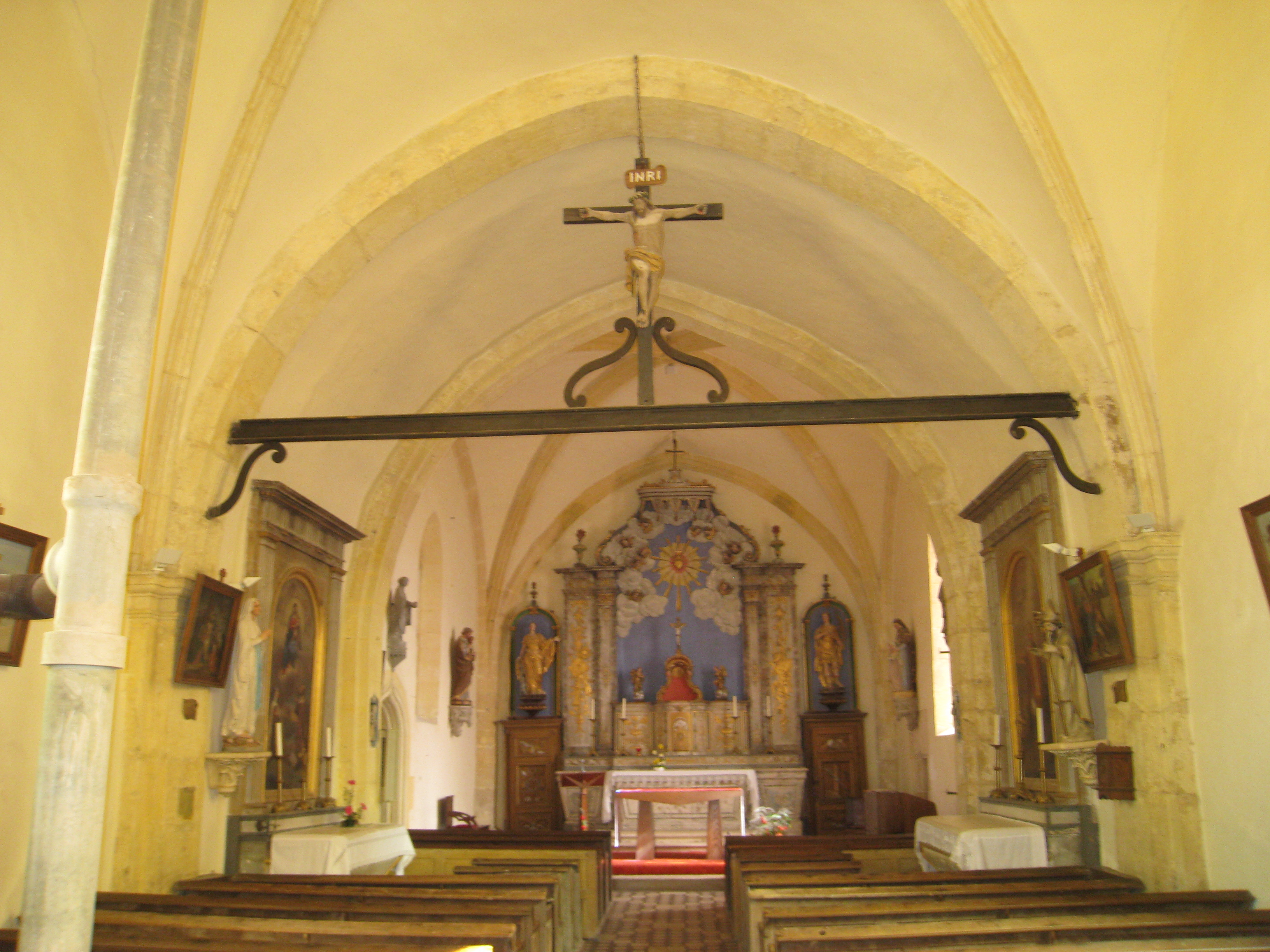
L'intérieur de l'église.

### Lieux et monuments
- Lac de la Vingeanne, réservoir du canal entre Champagne et Bourgogne.
- Église de Villegusien
- Château de Piépape (XVIIIe siècle), inscrit aux monuments historiques[6]
- Place Jean-Robinet, écrivain de Saint-Broingt-le-Bois.